# Orlivka, Teplîk
Orlivka (în ucraineană Орлівка) este o comună în raionul Teplîk, regiunea Vinnița, Ucraina, formată numai din satul de reședință.

## Demografie
Componența lingvistică a satului Orlivka
     Ucraineană (99,63%)
     Alte limbi (0,36%)
Conform recensământului din 2001, majoritatea populației satului Orlivka era vorbitoare de ucraineană (99,63%), existând în minoritate și vorbitori de alte limbi.